# Yiwang (Ji Jian)
Yiwang (Ji Jian) z dynastii Zhou (chiń. 周懿王; pinyin Zhōu Yìwáng; zm. ok. 892 p.n.e.) – siódmy władca dynastii Zhou. Panował w latach 900/899–892 p.n.e.
W pierwszym roku panowania Yiwanga Chińczycy zaobserwowali zaćmienie Słońca z 21 kwietnia 899 p.n.e., o czym wspomina Kronika bambusowa: Podczas pierwszego roku króla Yi, dzień dwukrotnie świtał w Zheng. Jest to najdawniejsza odnotowana obserwacja tego zjawiska astronomicznego.
Jego następcą został jego stryj, Xiaowang.